# Partido de Coronel Pringles
Partido de Coronel Pringles är en kommun i Argentina.   Den ligger i provinsen Buenos Aires, i den centrala delen av landet, 500 km sydväst om huvudstaden Buenos Aires. Antalet invånare är 23 794.
Trakten runt Partido de Coronel Pringles består i huvudsak av gräsmarker. Runt Partido de Coronel Pringles är det mycket glesbefolkat, med 4 invånare per kvadratkilometer.